# Canton de Bonnières-sur-Seine
Le canton de Bonnières-sur-Seine est une division administrative française, située dans le département des Yvelines et la région Île-de-France.
À la suite du redécoupage cantonal de 2014, les limites territoriales du canton sont remaniées. Le nombre de communes du canton passe de 27 à 70.

## Représentation

### Conseillers généraux de 1833 à 1967 (Seine-et-Oise) et de 1967 à 2015 (Yvelines)
| Période          | Période          | Identité                     | Étiquette             | Qualité |
| ---------------- | ---------------- | ---------------------------- | --------------------- | --- |
| 1833             | 1836             | Louis François Charles Denis |                       | Ancien exploiteur de bois, propriétaire à Bréval et à Bonnières                                                   |
| 1836             | 1845             | Jean-Baptiste Martin         |                       | Ancien juge de paix à Limay, propriétaire à Mantes                                                                |
| 1845             | 1874             | François Parfait Robert      |                       | Avocat Président du Tribunal civil de Mantes puis Juge d'instruction à Paris                                      |
| 1874             | 1883 (démission) | Jules Michaux                | Droite                | Agriculteur, maire de Bonnières (1874-1884)                                                                       |
| 1883             | 1884 (démission) | Joseph Hèvre                 | Gauche républicaine   | Avocat - Conseiller municipal de Mantes-la-Jolie Député (1871-1876)                                               |
| 1884             | 1934             | Paul Lebaudy                 | URD                   | Ingénieur, propriétaire à Rosny-sur-Seine et à Paris, avenue du Bois-de-Boulogne Député (1890-1910)               |
| 1934             | 1940             | Fernand Lamy                 | Rad.                  | Médecin à Paris, propriétaire à Mantes-la-Jolie, ancien maire de Bonnières-sur-Seine, conseiller d'arrondissement |
|                  |                  |                              |                       | |
| 1945             | 1968 (démission) | Léon Lengagne                | DVD puis UNR puis DVD | Ancien dirigeant FTP Maire de Freneuse Suppléant du député Gérard Prioux                                          |
| 17 novembre 1968 | 2001             | Octave Saubobert             | CD puis UDF-CDS       | Quincaillier retraité Maire de Bonnières-sur-Seine (1971-1989)                                                    |
| 2001             | 2015             | Didier Jouy                  | DVD puis UMP          | Agriculteur retraité Maire de Freneuse (1995-2020)                                                                |

### Conseillers d'arrondissement (de 1833 à 1940)
Le canton de Bonnières avait deux conseillers d'arrondissement.
| Période                                  | Période      | Identité                                                | Étiquette | Qualité |
| ---------------------------------------- | ------------ | ------------------------------------------------------- | --------- | --- |
| 1833                                     | 1842         | M. Morin                                                |           | Maitre de poste à Bonnières                                                                                                |
| 1833                                     | 1836         | Louis Jacques Rémi Peigné                               |           | Cultivateur, maire de Saint-Illiers-la-Ville                                                                               |
| 1836                                     | 1856         | Marin Michaux fils (1794-1873)                          |           | Marchand de bois, maitre de poste, maire de Lommoye puis de Cravent                                                        |
| 1842                                     | 1871         | Alphonse Charles Edme Absolut de La Gastine (1806-1882) |           | Propriétaire, maire de La Villeneuve-en-Chevrie                                                                            |
| 1856                                     | 1871         | M. Courtaux                                             |           | Maire de Bonnières |
| 1871                                     | 1886         | Pierre-Hubert Martin                                    |           | Propriétaire, maire de Bréval                                                                                              |
| 1871                                     | 1880         | M. Questel                                              |           | Propriétaire, maire de Bennecourt                                                                                          |
| 1880                                     | 1886         | Louis Leblond (1834-1895)                               |           | Fabricant de fromages, conseiller municipal de Bonnières-sur-Seine                                                         |
| 1886                                     | 1898 (décès) | Étienne Guesnier (1843-1898)                            |           | Suppléant du juge de paix à Bonnières, propriétaire, conseiller municipal de Bréval, Président du Conseil d'arrondissement |
| 1886                                     | 1899 (décès) | Victor Vermillet                                        |           | Négociant en vins, ancien maire de Bonnières                                                                               |
| 1898                                     | 1907         | Eugène Couturier                                        |           | Cultivateur, conseiller municipal de Bonnières (maire à partir de 1904)                                                    |
| 1899                                     | 1931         | Paul Jean                                               |           | Cultivateur, maire de Ménerville puis de Boissy-Mauvoisin                                                                  |
| 1907                                     | 1934         | Émile Ledru                                             |           | Propriétaire à Mantes, agriculteur et maire de Saint-Illiers-le-Bois                                                       |
| 1931                                     | 1934         | Fernand Lamy                                            | Radical   | Médecin à Paris, maire de Bonnières-sur-Seine jusqu'en 1931                                                                |
| 1931                                     | 1937         | M. Pelletier                                            | Radical   | Maire de Perdreauville |
| 1934                                     | 1940         | Claude René Chrétien (1877-1957)                        | Radical   | Médecin, propriétaire, adjoint au maire de Bréval                                                                          |
| 1937                                     | 1940         | Alfred Veillet                                          | Radical   | Artiste peintre, Rolleboise                                                                                                |
| 1940                                     |              |                                                         |           | Les conseils d'arrondissement ont été suspendus par la loi du 12 octobre 1940 et n'ont jamais été réactivés                |
| Les données manquantes sont à compléter. |              |                                                         |           | |

### Conseillers départementaux depuis 2015
| Période élective | Période élective | Mandat | Mandat   | Identité          | Nuance | Nuance | Qualité                                                                                           |
| ---------------- | ---------------- | ------ | -------- | ----------------- | ------ | ------ | ------------------------------------------------------------------------------------------------- |
| 2015             | 2021             | 2015   | 2021     | Josette Jean      |        | LR     | Retraitée Maire de Condé-sur-Vesgre Ancienne conseillère générale du Canton de Houdan (2014-2015) |
| 2015             | 2021             | 2015   | 2021     | Didier Jouy       |        | LR     | Agriculteur retraité Maire de Freneuse (1995-2020)                                                |
| 2021             | 2028             | 2021   | en cours | Josette Jean      |        | LR     | Conseillère sortante                                                                              |
| 2021             | 2028             | 2021   | en cours | Patrick Stefanini |        | LR     | Ancien Préfet, Conseiller d'État, retraité, Freneuse                                              |

### Résultats détaillés

#### Élections de mars 2015
À l'issue du 1er tour des élections départementales de 2015, deux binômes sont en ballottage : Alexandre Delport et Gaëtane Raudin (FN, 32,67 %) et Josette Jean et Didier Jouy (UMP, 32,43 %) . Le taux de participation est de 49,77 % (21 147 votants sur 42 488 inscrits) contre 45,34 % au niveau départemental et 50,17 % au niveau national.
Au second tour, Josette Jean et Didier Jouy (UMP) sont élus avec 62,21 % des suffrages exprimés et un taux de participation de 50,48 % (12 228 voix pour 21 467 votants et 42 527 inscrits).

#### Élections de juin 2021
Le premier tour des élections départementales de 2021 est marqué par un très faible taux de participation (33,26 % au niveau national). Dans le canton de Bonnières-sur-Seine, ce taux de participation est de 34,96 % (15 158 votants sur 43 359 inscrits) contre 33,61 % au niveau départemental. À l'issue de ce premier tour, deux binômes sont en ballottage : Josette Jean et Patrick Stefanini (DVD, 37,86 %) et Monique Führer-Moguerou et Laurent Morin (RN, 25,61 %).
Le second tour des élections est marqué une nouvelle fois par une abstention massive équivalente au premier tour. Les taux de participation sont de 34,36 % au niveau national, 35,23 % dans le département et 36,07 % dans le canton de Bonnières-sur-Seine. Josette Jean et Patrick Stefanini (DVD) sont élus avec 70,85 % des suffrages exprimés (10 025 voix pour 15 642 votants et 43 367 inscrits),,. 

## Composition

### Composition avant 2015
Le canton de Bonnières-sur-Seine groupait 27 communes.
| Nom                             | Code Insee | Codepostal | Superficie (km2) | Population (dernière pop. légale) | Densité (hab./km2) |
| ------------------------------- | ---------- | ---------- | ---------------- | --------------------------------- | ------------------ |
| Bonnières-sur-Seine (chef-lieu) | 78089      | 78270      | 7,66             | 4 552 (2012)                      | 594                |
| Bennecourt                      | 78057      | 78270      | 6,95             | 1 813 (2012)                      | 261                |
| Blaru                           | 78068      | 78270      | 14,84            | 930 (2012)                        | 63                 |
| Boissy-Mauvoisin                | 78082      | 78200      | 5,11             | 623 (2012)                        | 122                |
| Bréval                          | 78107      | 78980      | 11,38            | 1 906 (2012)                      | 167                |
| Chaufour-lès-Bonnières          | 78147      | 78270      | 3,02             | 444 (2012)                        | 147                |
| Cravent                         | 78188      | 78270      | 6,13             | 427 (2012)                        | 70                 |
| Favrieux                        | 78231      | 78200      | 3,18             | 151 (2012)                        | 47                 |
| Fontenay-Mauvoisin              | 78245      | 78200      | 3,31             | 419 (2012)                        | 127                |
| Freneuse                        | 78255      | 78840      | 10,32            | 4 028 (2012)                      | 390                |
| Gommecourt                      | 78276      | 78270      | 5,67             | 672 (2012)                        | 119                |
| Jeufosse                        | 78320      | 78270      | 3,57             | 429 (2012)                        | 120                |
| Jouy-Mauvoisin                  | 78324      | 78200      | 2,82             | 557 (2012)                        | 198                |
| Limetz-Villez                   | 78337      | 78270      | 9,35             | 1 918 (2012)                      | 205                |
| Lommoye                         | 78344      | 78270      | 9,38             | 662 (2012)                        | 71                 |
| Ménerville                      | 78385      | 78200      | 3,51             | 208 (2012)                        | 59                 |
| Méricourt                       | 78391      | 78270      | 2,15             | 381 (2012)                        | 177                |
| Moisson                         | 78410      | 78840      | 9,70             | 919 (2012)                        | 95                 |
| Mousseaux-sur-Seine             | 78437      | 78270      | 7,20             | 640 (2012)                        | 89                 |
| Neauphlette                     | 78444      | 78980      | 9,72             | 877 (2012)                        | 90                 |
| Perdreauville                   | 78484      | 78200      | 11,18            | 632 (2012)                        | 57                 |
| Port-Villez                     | 78503      | 78270      | 5,35             | 245 (2012)                        | 46                 |
| Rolleboise                      | 78528      | 78270      | 2,96             | 402 (2012)                        | 136                |
| Saint-Illiers-la-Ville          | 78558      | 78980      | 6,48             | 340 (2012)                        | 52                 |
| Saint-Illiers-le-Bois           | 78559      | 78980      | 4,39             | 463 (2012)                        | 105                |
| Le Tertre-Saint-Denis           | 78608      | 78980      | 2,91             | 115 (2012)                        | 40                 |
| La Villeneuve-en-Chevrie        | 78668      | 78270      | 11,79            | 577 (2012)                        | 49                 |

### Composition depuis 2015
Lors du redécoupage de 2014, le canton de Bonnières-sur-Seine comprenait soixante-dix communes entières.
À la suite de la création de la commune nouvelle de Notre-Dame-de-la-Mer au 1er janvier 2019, le canton comprend désormais soixante-neuf communes entières.
| Nom                                         | Code Insee | Intercommunalité                 | Superficie (km2) | Population (dernière pop. légale) | Densité (hab./km2) | Modifier                                    |
| ------------------------------------------- | ---------- | -------------------------------- | ---------------- | --------------------------------- | ------------------ | ------------------------------------------- |
| Bonnières-sur-Seine (bureau centralisateur) | 78089      | CC des Portes de l'Île-de-France | 7,66             | 5 077 (2022)                      | 663                | modifier les données · modifier les données |
| Adainville                                  | 78006      | CC du Pays Houdanais             | 10,16            | 647 (2022)                        | 64                 | modifier les données · modifier les données |
| Arnouville-lès-Mantes                       | 78020      | CU Grand Paris Seine et Oise     | 9,98             | 940 (2022)                        | 94                 | modifier les données · modifier les données |
| Auffreville-Brasseuil                       | 78031      | CU Grand Paris Seine et Oise     | 2,37             | 669 (2022)                        | 282                | modifier les données · modifier les données |
| Bazainville                                 | 78048      | CC du Pays Houdanais             | 12,03            | 1 456 (2022)                      | 121                | modifier les données · modifier les données |
| Bennecourt                                  | 78057      | CC des Portes de l'Île-de-France | 6,95             | 1 792 (2022)                      | 258                | modifier les données · modifier les données |
| Blaru                                       | 78068      | CC des Portes de l'Île-de-France | 14,84            | 886 (2022)                        | 60                 | modifier les données · modifier les données |
| Boinville-en-Mantois                        | 78070      | CU Grand Paris Seine et Oise     | 4,93             | 287 (2022)                        | 58                 | modifier les données · modifier les données |
| Boinvilliers                                | 78072      | CC du Pays Houdanais             | 3,59             | 246 (2022)                        | 69                 | modifier les données · modifier les données |
| Boissets                                    | 78076      | CC du Pays Houdanais             | 3,90             | 291 (2022)                        | 75                 | modifier les données · modifier les données |
| Boissy-Mauvoisin                            | 78082      | CC des Portes de l'Île-de-France | 5,11             | 638 (2022)                        | 125                | modifier les données · modifier les données |
| Bourdonné                                   | 78096      | CC du Pays Houdanais             | 10,76            | 506 (2022)                        | 47                 | modifier les données · modifier les données |
| Breuil-Bois-Robert                          | 78104      | CU Grand Paris Seine et Oise     | 3,75             | 764 (2022)                        | 204                | modifier les données · modifier les données |
| Bréval                                      | 78107      | CC des Portes de l'Île-de-France | 11,38            | 2 031 (2022)                      | 178                | modifier les données · modifier les données |
| Chaufour-lès-Bonnières                      | 78147      | CC des Portes de l'Île-de-France | 3,02             | 454 (2022)                        | 150                | modifier les données · modifier les données |
| Civry-la-Forêt                              | 78163      | CC du Pays Houdanais             | 9,40             | 369 (2022)                        | 39                 | modifier les données · modifier les données |
| Condé-sur-Vesgre                            | 78171      | CC du Pays Houdanais             | 10,71            | 1 264 (2022)                      | 118                | modifier les données · modifier les données |
| Courgent                                    | 78185      | CC du Pays Houdanais             | 2,02             | 398 (2022)                        | 197                | modifier les données · modifier les données |
| Cravent                                     | 78188      | CC des Portes de l'Île-de-France | 6,13             | 436 (2022)                        | 71                 | modifier les données · modifier les données |
| Dammartin-en-Serve                          | 78192      | CC du Pays Houdanais             | 13,98            | 1 417 (2022)                      | 101                | modifier les données · modifier les données |
| Dannemarie                                  | 78194      | CC du Pays Houdanais             | 3,44             | 226 (2022)                        | 66                 | modifier les données · modifier les données |
| Favrieux                                    | 78231      | CU Grand Paris Seine et Oise     | 3,18             | 159 (2022)                        | 50                 | modifier les données · modifier les données |
| Flacourt                                    | 78234      | CU Grand Paris Seine et Oise     | 4,31             | 185 (2022)                        | 43                 | modifier les données · modifier les données |
| Flins-Neuve-Église                          | 78237      | CC du Pays Houdanais             | 1,23             | 160 (2022)                        | 130                | modifier les données · modifier les données |
| Fontenay-Mauvoisin                          | 78245      | CU Grand Paris Seine et Oise     | 3,31             | 449 (2022)                        | 136                | modifier les données · modifier les données |
| Freneuse                                    | 78255      | CC des Portes de l'Île-de-France | 10,32            | 4 299 (2022)                      | 417                | modifier les données · modifier les données |
| Gommecourt                                  | 78276      | CC des Portes de l'Île-de-France | 5,67             | 621 (2022)                        | 110                | modifier les données · modifier les données |
| Goussonville                                | 78281      | CU Grand Paris Seine et Oise     | 4,66             | 643 (2022)                        | 138                | modifier les données · modifier les données |
| Grandchamp                                  | 78283      | CC du Pays Houdanais             | 6,05             | 302 (2022)                        | 50                 | modifier les données · modifier les données |
| Gressey                                     | 78285      | CC du Pays Houdanais             | 7,11             | 539 (2022)                        | 76                 | modifier les données · modifier les données |
| Guerville                                   | 78291      | CU Grand Paris Seine et Oise     | 9,98             | 2 088 (2022)                      | 209                | modifier les données · modifier les données |
| Hargeville                                  | 78300      | CU Grand Paris Seine et Oise     | 7,08             | 424 (2022)                        | 60                 | modifier les données · modifier les données |
| La Hauteville                               | 78302      | CC du Pays Houdanais             | 4,86             | 165 (2022)                        | 34                 | modifier les données · modifier les données |
| Houdan                                      | 78310      | CC du Pays Houdanais             | 10,39            | 3 716 (2022)                      | 358                | modifier les données · modifier les données |
| Jouy-Mauvoisin                              | 78324      | CU Grand Paris Seine et Oise     | 2,82             | 564 (2022)                        | 200                | modifier les données · modifier les données |
| Jumeauville                                 | 78325      | CU Grand Paris Seine et Oise     | 7,77             | 624 (2022)                        | 80                 | modifier les données · modifier les données |
| Limetz-Villez                               | 78337      | CC des Portes de l'Île-de-France | 9,35             | 2 067 (2022)                      | 221                | modifier les données · modifier les données |
| Lommoye                                     | 78344      | CC des Portes de l'Île-de-France | 9,38             | 643 (2022)                        | 69                 | modifier les données · modifier les données |
| Longnes                                     | 78346      | CC du Pays Houdanais             | 13,76            | 1 582 (2022)                      | 115                | modifier les données · modifier les données |
| Maulette                                    | 78381      | CC du Pays Houdanais             | 7,89             | 1 054 (2022)                      | 134                | modifier les données · modifier les données |
| Ménerville                                  | 78385      | CC des Portes de l'Île-de-France | 3,51             | 218 (2022)                        | 62                 | modifier les données · modifier les données |
| Méricourt                                   | 78391      | CU Grand Paris Seine et Oise     | 2,15             | 378 (2022)                        | 176                | modifier les données · modifier les données |
| Moisson                                     | 78410      | CC des Portes de l'Île-de-France | 9,70             | 913 (2022)                        | 94                 | modifier les données · modifier les données |
| Mondreville                                 | 78413      | CC du Pays Houdanais             | 4,40             | 390 (2022)                        | 89                 | modifier les données · modifier les données |
| Montchauvet                                 | 78417      | CC du Pays Houdanais             | 7,98             | 285 (2022)                        | 36                 | modifier les données · modifier les données |
| Mousseaux-sur-Seine                         | 78437      | CU Grand Paris Seine et Oise     | 7,20             | 680 (2022)                        | 94                 | modifier les données · modifier les données |
| Mulcent                                     | 78439      | CC du Pays Houdanais             | 3,54             | 117 (2022)                        | 33                 | modifier les données · modifier les données |
| Neauphlette                                 | 78444      | CC des Portes de l'Île-de-France | 9,72             | 872 (2022)                        | 90                 | modifier les données · modifier les données |
| Notre-Dame-de-la-Mer                        | 78320      | CC des Portes de l'Île-de-France | 8,92             | 734 (2022)                        | 82                 | modifier les données · modifier les données |
| Orgerus                                     | 78465      | CC du Pays Houdanais             | 14,34            | 2 484 (2022)                      | 173                | modifier les données · modifier les données |
| Orvilliers                                  | 78474      | CC du Pays Houdanais             | 5,94             | 935 (2022)                        | 157                | modifier les données · modifier les données |
| Osmoy                                       | 78475      | CC du Pays Houdanais             | 2,59             | 407 (2022)                        | 157                | modifier les données · modifier les données |
| Perdreauville                               | 78484      | CU Grand Paris Seine et Oise     | 11,18            | 669 (2022)                        | 60                 | modifier les données · modifier les données |
| Prunay-le-Temple                            | 78505      | CC du Pays Houdanais             | 6,77             | 410 (2022)                        | 61                 | modifier les données · modifier les données |
| Richebourg                                  | 78520      | CC du Pays Houdanais             | 10,55            | 1 571 (2022)                      | 149                | modifier les données · modifier les données |
| Rolleboise                                  | 78528      | CU Grand Paris Seine et Oise     | 2,96             | 351 (2022)                        | 119                | modifier les données · modifier les données |
| Rosay                                       | 78530      | CC du Pays Houdanais             | 4,54             | 386 (2022)                        | 85                 | modifier les données · modifier les données |
| Saint-Illiers-la-Ville                      | 78558      | CC des Portes de l'Île-de-France | 6,48             | 356 (2022)                        | 55                 | modifier les données · modifier les données |
| Saint-Illiers-le-Bois                       | 78559      | CC des Portes de l'Île-de-France | 4,39             | 448 (2022)                        | 102                | modifier les données · modifier les données |
| Saint-Martin-des-Champs                     | 78565      | CC du Pays Houdanais             | 6,21             | 304 (2022)                        | 49                 | modifier les données · modifier les données |
| Septeuil                                    | 78591      | CC du Pays Houdanais             | 9,40             | 2 234 (2022)                      | 238                | modifier les données · modifier les données |
| Soindres                                    | 78597      | CU Grand Paris Seine et Oise     | 5,19             | 731 (2022)                        | 141                | modifier les données · modifier les données |
| Tacoignières                                | 78605      | CC du Pays Houdanais             | 3,17             | 1 194 (2022)                      | 377                | modifier les données · modifier les données |
| Le Tartre-Gaudran                           | 78606      | CC du Pays Houdanais             | 4,28             | 37 (2022)                         | 8,6                | modifier les données · modifier les données |
| Le Tertre-Saint-Denis                       | 78608      | CU Grand Paris Seine et Oise     | 2,91             | 129 (2022)                        | 44                 | modifier les données · modifier les données |
| Tilly                                       | 78618      | CC du Pays Houdanais             | 7,80             | 529 (2022)                        | 68                 | modifier les données · modifier les données |
| Vert                                        | 78647      | CU Grand Paris Seine et Oise     | 3,67             | 852 (2022)                        | 232                | modifier les données · modifier les données |
| La Villeneuve-en-Chevrie                    | 78668      | CC des Portes de l'Île-de-France | 11,79            | 662 (2022)                        | 56                 | modifier les données · modifier les données |
| Villette                                    | 78677      | CC du Pays Houdanais             | 4,63             | 537 (2022)                        | 116                | modifier les données · modifier les données |
| Canton de Bonnières-sur-Seine               | 7802       |                                  | 471,14           | 60 891 (2022)                     | 129                | modifier les données                        |

## Démographie

### Démographie avant 2015
| 1962   | 1968   | 1975   | 1982   | 1990   | 1999   | 2006   | 2011   | 2012   |
| ------ | ------ | ------ | ------ | ------ | ------ | ------ | ------ | ------ |
| 11 332 | 12 366 | 15 405 | 16 907 | 19 960 | 22 367 | 23 994 | 25 066 | 25 330 |

### Démographie depuis 2015
En 2022, le canton comptait 60 891 habitants, en évolution de +3,07 % par rapport à 2016 (Yvelines : +2,72 %, France hors Mayotte : +2,11 %).
| 2013   | 2018   | 2022   |
| ------ | ------ | ------ |
| 58 217 | 59 529 | 60 891 |